# Clavis Patrum Graecorum
Clavis Patrum Graecorum (CPG, рус. Ключ к гре́ческим отца́м)  — многотомный библиографический справочник греческой христианской письменности, выпущенный издательством «Brepols» («Брепольс») в Тюрнхауте, в Бельгии в период c 1974 по 1998 год. 
Инициатор создания проекта и составитель справочника — Мауриц Жерар (нидерл. Maurits Geerard). Расширенные и дополненные переиздания ранее изданных томов продолжают выходить в том же издательстве по настоящее время под редакцией Жака Норе (фр. Jacques Noret), что позволяет справочнику оставаться востребованным и актуальным в профессиональной среде.

## Структура справочника
Серия содержит список Отцов Церкви и церковных писателей, в том числе еретиков, писавших по-гречески в период I–VIII вв, чьи произведения были включены в оборот западной патрологической науки на момент составления справочника. Также проведена кодификация анонимных текстов, текстов из библиотеки Наг-Хаммади, документов вселенских и поместных церковных соборов и библейских катен.
Вступительное слово и комментарии написаны на латинском языке, дополнения в переизданиях после смерти Жерара в 1999 году — на французском. Библиографические записи не содержат подробных аннотаций, биографическая информация об авторах отсутствует. 
Для каждого автора перечислены все известные на момент составления произведения и их фрагменты, будь то оригинальные или нет, сохранившиеся или нет, а также их современные издания. Каждое произведение имеет свой номер, который широко используется в качестве ссылки в научной литературе. Clavis Patrum Graecorum в научной литературе принято называть сокращенно CPG. Например, «CPG III № 5967» означает, что данное произведение упоминается в третьем томе и ему присвоен номер 5967.
Стандартная справочная запись включает в себя:
- Имя автора на латинском.
  - Библиография сведений об авторе в стандартных справочных изданиях или посвященных ему монографиях.
  - Библиографические ссылки на перечни сочинений автора, в том числе древние (лат. Elenchus operum).
  - Издания, содержащие библиографию работ по данному автору.
- Название отдельного сочинения на латинском (имеет уникальный цифровой идентификатор; в боковой сноске содержится ссылка на номера страниц в изданиях PG или PL, а для раннехристианских авторов также на издание Отто).
  - "Надписание" (лат. Inc.) произведения, то есть его первая строка на языке оригинала.
  - Перечень самых современных изданий текста произведения на языке оригинала.
  - Библиография исследований рукописной традиции (лат. Traditio textus) произведения.
  - Древние переводы (лат. Versiones) произведения. имеющие текстологическую ценность (латинские, коптские, древнегрузинские, сирийские), каждый перевод с отдельной краткой библиографией.
  - Переводы на современные европейские языки (английский, немецкий).
  - Библиография работ, которые рассматривают подлинность (лат. Genuinitas) авторства произведения, с комментариями составителя о распространенности той или иной точки зрения среди исследователей.
  - Примечания (лат. Nota) различного характера. Например для текстов, которые известны только по цитируемым фрагментам у других авторов, дается информация об источнике цитаты; о вхождении текста в состав другого сочинения другого автора.

## История создания
Работа по инвентаризации древней христианской литературы начатая болландистами, была продолжена в издании однотомного справочника Э. Деккерса «Clavis Patrum Latinorum» (CPL, «Ключ к латинским отцам»), в котором были систематизированы тексты латинских христианских писателей.
Работа над CPG началась с присоединения Жерара в 1969 году к проекту издания греческих текстов Святых отцов (лат. Series Graeca) в составе возглавляемой Деккерсом серии  "Корпус христианства" (лат. Corpus Christianorum) издательства «Брепольс». После нескольких лет напряженной работы первый том, посвященный авторам IV века, был опубликован в 1974 году. В научных кругах он был встречен с энтузиазмом. К 1983 году основной корпус CPG был завершен, а в 1987 году был опубликован отдельный том индексов. Благодаря усилиям Жака Норе CPG с тех пор постоянно обновляется и остается авторитетным справочным трудом. Так, в 1998 году было опубликован том дополнений (лат. Supplementum); в 2003 году вышла обновленная версия третьего тома (от Кирилла Александрийского до Иоанна Дамаскина), а в 2018 году — значительно расширенное переиздание четвертого тома (содержащего информацию о соборах и катенах). В 2023 году вышло второе издание, подготовленное Жаком Норе при консультации многих ученых, первой части второго тома CPG.

### Продолжение проекта
Продолжением проекта CPG является двухтомное издание «Clavis Auctorum Byzantinorum» («Ключ к византийским авторам») — работа по инвентаризации византийской христианской литературы с VI по XIX век. Существует двухтомный Clavis для апокрифической литературы (Clavis apocryphorum Veteris Testamenti; Clavis apocryphorum novi testamenti), а также проект электронной базы данных Clavis Clavium («Ключ ключей»), которая объединяет сведения из CPG, CPL, BHG и BHL.

## Издание
Maurice Geerard, Clavis patrum graecorum: qua optimae quaeque scriptorum patrum graecorum recensiones a primaevis saeculis usque ad octavum commode recluduntur, Turnhout, 1974–2003 ;
- vol. 1 : Patres antenicaeni, schedulis usi quibus rem paravit, F. Winkelmann, 1983 ; nos 1000 to 1925.
- vol. 2 : Ab Athanasio ad Chrysostomum, 1974; nos 2000 to 5197.
  - 2-е изд: Maurits Geerard †, Jacques Noret. Clavis Patrum Graecorum. Saeculum quartum (Patres Postnicaeni). Scriptores Alexandrini et Aegyptii (CPG 2000-2684). — Deuxième édition, revue et mise à jour. — Brepols, 2023. — Vol. 2/1bis. — xxv + 420 p. — (Clavis Patrum Graecorum). — ISBN 978-2-503-60515-9.
- vol. 3 : A Cyrillo Alexandrino ad Iohannem Damascenum, 1979; nos 5200 to 8240.
- vol. 3 A : A Cyrillo Alexandrino ad Iohannem Damascenum : addenda volumini III, a Jacques Noret Parata, 2003
- vol. 4 : Concilia : catenae, 1980; nos starting at 9000.
  - 2-е изд: Maurits Geerard †, Jacques Noret. Clavis Patrum Graecorum. Concilia. Catenae. — Deuxième édition, revue et mise à jour. — Brepols, 2018. — Vol. 4. — xxx + 430 с. — ISBN 978-2-503-57963-4.
- vol. 5 : Indices, initia, concordantiae, cura et studio M. Geerard et F. Glorie, 1987
- (vol. 6 :) Supplementum cura et studio M. Geerard et J. Noret, - 1998.